# Prodromus systematis naturalis regni vegetabilis

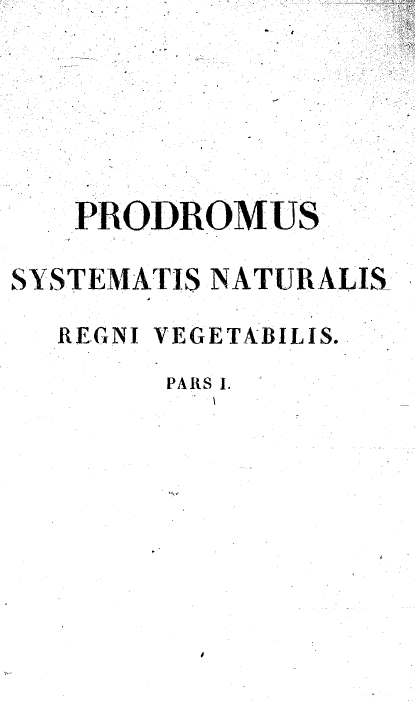
Frontispicio del Volumen 1.

Prodromus systematis naturalis regni vegetabilis, también conocido por su abreviación botánica estándar Prodr. (DC.), es un tratado de 17 volúmenes de Botánica, iniciado por A. P. de Candolle. De Candolle lo concibió como un resumen de todas las plantas conocidas, acompañado de Taxonomía, Ecología, Evolución, y Biogeografía. Desarrolló como autor a siete volúmenes, de 1824 a 1839, pero falleció en 1841 sin poder completar la obra. Su hijo, Alphonse de Candolle, tomó luego la responsabilidad de continuarla, editando diez volúmenes adicionales, con contribuciones de un grupo de autores.

## Lista de autores
Lista de autores que colaboraron en Prodromus.
- Nils Johan Andersson (1821-1880)
- Henri Ernest Baillon (1827-1895)
- George Bentham (1800-1884)
- Jean Louis Berlandier (1805-1851)
- Pierre Edmond Boissier (1810-1885)
- Louis Édouard Bureau (1830-1918)
- Alphonse Pyrame de Candolle (1806-1893)
- Anne Casimir Pyrame de Candolle (1836-1918)
- Augustin Pyrame de Candolle (1778-1841)
- Jacques Denys Choisy (1799-1859)
- Joseph Decaisne (1807-1882)
- Jean Étienne Duby (1798-1885)
- Pierre Étienne Simon Duchartre (1811-1894)
- Michel Felix Dunal (1789-1856)
- August Wilhelm Eichler (1839-1887)
- Joseph Aloys von Froelich (1766-1841)
- Frédéric Charles Jean Gingins de la Sarraz (1790-1863)
- August Heinrich Rudolf Grisebach (1814-1879)
- Sir Joseph Dalton Hooker (1817-1911)
- Carl Friedrich Meissner (1800-1874)
- Friedrich Anton Wilhelm Miquel (1811-1871)
- Christian Horace Benedict Alfred Moquin-Tandon (1804-1863)
- Johannes Müller Argoviensis (1828-1896)
- Christian Gottfried Daniel Nees von Esenbeck (1776-1858)
- Carl Adolf Otth (1803-1839)
- Jules Émile Planchon (1816-1877)
- Filippo Parlatore (1816-1877)
- Eduard August von Regel (1815-1892)
- Georges François Reuter (1805-1872)
- Johannes Conrad Schauer (1813-1848)
- Diederich Franz Leonhard von Schlechtendal (1794-1866)
- Nicolas Charles Seringe (1776-1858)
- Hermann Maximilian Carl Ludwig Friedrich zu Solms-Laubach (1842-1915)
- Hugh Algernon Weddell (1819-1877)
- Alfred Wesmael (1832-1905)